# Timornachtzwaluw
De timornachtzwaluw (Caprimulgus ritae) is een vogel uit de familie Caprimulgidae (nachtzwaluwen). Het is een in 2024 nieuw beschreven soort uit het Caprimulgus macrurus complex.

## Verspreiding en leefgebied
Deze vogel komt voor in Indonesië op de eilanden Timor, Roti en Wetar (oostelijke Kleine Soenda-eilanden).